# یوخاری توله‌کران
یوخاری توله‌کران ( لاتین: Yuxarı Tüləkəran) یک منطقه مسکونی در جمهوری آذربایجان است که در شهرستان قوبا واقع شده است. یوخاری توله‌کران ۴۲۱ نفر جمعیت دارد.